# Maurice Bigué
Maurice Bigué (3 luglio 1886 – 25 aprile 1972) è stato un calciatore francese, di ruolo difensore.

## Carriera

### Nazionale
Ha collezionato sette presenze con la propria nazionale.

## Palmarès

### Club

#### Competizioni nazionali
- Coppa di Francia: 1

CA Paris: 1919-1920
- Trophée de France: 2

CA Paris: 1911, 1913